# Alnö nya kyrka
Alnö kyrka är en kyrkobyggnad på Alnön utanför Sundsvall. Den tillhör Alnö församling i Härnösands stift.

## Kyrkobyggnaden
Åren 1861 - 1862 uppfördes en ny kyrka av trä på Alnön som var rymligare än Alnö gamla kyrka och skulle ersätta denna. 4 oktober 1863 invigdes kyrkan av biskop Israel Bergman. Träkyrkan ödelades dock i en eldsvåda torsdagen 3 maj 1888. Detta efter en brand i Nyvik samma dag där sannolikt glöd förts i den starka vinden och sedan antänt spåntaket på kyrkan där tak och inredning brann upp. Kyrkan var nerbrunnen på en timme med endast väggarna kvar. Endast nyare kyrkoböcker kunde räddas.
På samma plats där den eldhärjade kyrkan stått påbörjades 1893 bygget av en ny kyrkobyggnad. 29 november 1896 invigdes nya kyrkan av biskop Martin Johansson. Kyrkobyggnaden är uppförd av tegel i nygotisk stil och ritad av Ferdinand Boberg. Gamla kyrkan lämnades att förfalla, men renoverades på 1930-talet. 1936 genomgick nya kyrkan en grundlig renovering då en utbyggnad på norra sidan tillkom.

## Inventarier
- I kyrkan finns alnöfunten som är en dopfunt i furu och gran från 1100-talet och används än idag vid dop. Den har vid två tillfällen lämnat Alnön, bl.a. en gång 1963 då den ställdes ut i Louvren i Paris. Funtens utsmyckningar visar kampen mellan fornnordisk tro och kristendomen och belyser dopets viktiga innebörd.
- Kyrkans altartavla är en reproduktion av altartavlan i Molde kyrka i Norge.
- I kyrkan finns elva skulpturer med motiv från gamla och nya testamentet och från Svenska kyrkans historia. Dessa är gjorda av Marcus Lövblad och kom till kyrkan 1961-1962.

## Orgel
Ca. 1878 var en orgel byggd som brann upp tillsammans med den gamla kyrkan 3 maj 1888.
1896 byggde E. A. Setterquist & Son, Örebro, en orgel med 13 stämmor och två manualer. Orgeln blev invigd 28 november 1896. 2010 gjordes en genomgripande renovering av Ålems Orgelverkstad till orgelns originalskick efter tidigare mindre lyckade ombyggnader.